# Bert Sas
Gijsbertus Jacobus (Bert) Sas (1er août 1892, Leeuwarden - 20 octobre 1948, Écosse) était l'attaché militaire néerlandais à Berlin durant l'invasion des Pays-Bas par le 3e Reich en mai 1940. Il a obtenu, au profit des Pays-Bas, des informations secrètes sur les projets d'Hitler concernant ses manœuvres stratégiques.

## Biographie
Gijsbertus Jacobus « Bert » Sas est né à Leeuwarden. Son père était un soldat retraité ayant atteint le rang de lieutenant-colonel, sa mère Geertrui Huiber était 20 ans plus jeune que son mari.
Bert est le benjamin d'un famille de 3 enfants et suit une scolarité au lycée de sa ville natale. En 1910, il rentre à l'académie royale militaire de Bréda. Durant la Première Guerre mondiale, en 1917, il est promu « Premier Lieutenant » et épouse  Maria Johanna van der Minne. De 1923 à 1926, il suit une formation d'officier d'état-major à la Hogere Krijgsschool. Après cela il obtient une autre fonction à La Haye. En 1928, il est promu capitaine et se retrouve à la tête du plus important bureau de la 2e division où toutes les questions militaires importantes furent traitées. Néanmoins, entre 1928 et 1936, le gouvernement militaire néerlandais limite les dépenses militaires.
De 1936 à 1937, il est l'attaché militaire des Pays-Bas à Berlin durant 10 jours par mois, il vit le reste du temps à La Haye. Il est ensuite rappelé à La Haye, où il devient le bras droit du général Izaäk Reijnders (nl) dans le rôle de chef de la division d'opérations.
En mars 1939, quelque temps après l'annexion des Sudètes, Reynders l'envoie s'installer à Berlin. Cette fois ci, il y réside réellement avec sa femme.
À Berlin, il renoue rapidement son amitié avec le colonel allemand Hans Oster. Celui-ci a obtenu un poste important en tant que bras droit de Wilhelm Canaris à l'Abwehr, le service de renseignement et de contre-espionnage de l'armée allemande. Ils ne sont pas seulement liés par leur opposition au régime nazi, leur amitié remonte à l'année 1936 quand ils se sont rencontrés pour la première fois, pendant les jeux olympiques à Berlin. Oster lui transmettait toutes les informations importantes qu'il obtenait. Il ne faisait pas cela par sympathie pour Sas mais parce qu'il considérait cela comme son devoir envers l'Allemagne. Il ne se voyait pas comme un traître, mais comme quelqu'un qui faisait son devoir envers la « vraie » Allemagne qu'il aimait.
À la fin août 1939, il prévint La Haye que la guerre avec la Pologne allait bientôt commencé. Il donna la date du 25 août 1935 comme le jour de l'invasion, mais celle-ci était fausse. À 14 heures 50 ce jour-là, Hitler donna l'ordre d'envahir la Pologne mais il le révoqua lorsqu'on lui dit qu'il l'Angleterre ne tolérerait pas cette attaque. La crédibilité de Sas en souffre. Lorsqu'il annonce que la date probable de l'invasion est reportée à 1939, le chef des renseignements néerlandais, Van der Plassche ne le croit. Bert Sas était le seul à délivrer cette information. Cependant les néerlandais furent mobilisés sur les ordres de la reine Wilhelmine.
Le général Reynders, son supérieur à La Haye, était sûr des informations de Sas. Sa relation avec Sas est restée bonne tant que la neutralité des Pays-Bas n'a pas été remise en cause. Au cours des mois de septembre et octobre 1939, Bert Sas a obtenu de nombreux signaux selon lesquels la neutralité des Pays-Bas serait violée si l'Allemagne venait à attaquer. Cependant Oster lui assura que seule la Belgique serait la cible d'une attaque. Mais Sas ne croyait pas cela. À sa demande, Oster obtint de nouvelles informations du quartier général allemand de Zossen. Il s'avéra que Sas avait raison : Les Pays-Bas seraient attaqués comme la Belgique et la violation de leur neutralité ne se limiterait pas au passage des troupes au sud de la province de Limbourg. 
Le soir du 8 octobre 1939 Oster demande sur son chemin de retour à son chauffeur Franz-Maria Liedig d’arrêter la voiture chez Sas. En retournant à la voiture quelques minutes plus tard, il dit à Liedig qu’il vint juste de commettre une trahison parce qu’il a dénoncé à Sas la date de l’envahissement allemand à l'ouest. Le 3 avril 1940 Oster a informé Sas correctement sur le fait que Danemark et Norvège seront attaqués par des troupes allemandes le 9 avril 1940.
Oster lui a dit aussi correctement le début de l'offensive allemande à l'ouest : le 10 mai 1940. Il a pris congé de Sas avec les mots : « Mon cher ami, maintenant c'est la fin, vraiment. Le porc est parti au front occidental. C'est la fin, vraiment et définitivement. »
Après l'offensive allemande contre les Pays-Bas, Sas se rend de Berlin à Londres, via la Suisse. Par la suite il est chargé d'un poste militaire au Canada. Après la Seconde Guerre mondiale, il est nommé attaché militaire néerlandais à Washington au grade de général de brigade.
Bert Sas meurt dans un accident d'avion le 20 octobre 1948 en Écosse.